# Kamila Kopřivová
Kamila Kopřivová (* Znojmo) je česká rabínka.

## Život
Dříve chtěla studovat filosofii. Později doplnila svůj zájem o judaistiku, kterou studovala na HTF UK. Svou doktorskou disertaci věnovala rabi Löwovi a jeho čtení židovských mystických textů, konkrétně knihy Zohar. Později se namísto zamýšlené akademické kariéry rozhodla šířeji zapojit v náboženské komunitě. Našla zázemí v progresivní pražské židovské komunitě Bejt simcha.
Svá rabínská studia zahájila na Abraham Geiger Kolleg v Postupimi, dále studovala na Konzervativní ješivě v Jeruzalémě. Studia dokončila na Leo Beck College v Londýně.
Kromě akademické práce spravuje také twitterový účet Rabínka v zácviku, kde populárním způsobem vysvětluje židovství širšímu publiku. V září roku 2023 vydala stejnojmennou knihu. (V ní pojednává například i o významné osobnosti Marie Schmolkové.)
Působí v rámci reformní větve judaismu. Dne 4. září 2023 byla ordinována první českou rabínkou.

## Duchovní
Dne 4. září 2023 byla v londýnské Westminsterské synagoze ordinována rabínkou. Bohoslužby, kterou vedl Benji Stanley, rabín Westminsterské synagogy, se účastnilo asi 160 hostů a další asi stovka byla přítomna na online přenosu. Z České republiky byla přítomna rodina rabínky a Petr Jan Vinš, zástupce Ekumenické rady církví.
Rabínská ordinace byla udělena jménem rabínského semináře londýnské Leo Baeck College. Poprvé v dějinách této instituce ordinaci udělili hned dva rabíni – rabínka Dr. Deborah Kahn-Harrisová, předsedkyně Leo Beck College, a rabín Dr. Charles Middleburgh, její děkan.
Slavnostní projev pronesla rabínka Kahn-Harrisová. Kamila Kopřivová působí ve Westminsterské synagoze.